# غوس باكوس
غوس باكوس (بالإنجليزية: Gus Backus)‏‏ (12 سبتمبر 1937 - 21 فبراير 2019"Schlagersänger Gus Backus ist tot - news.ORF.at". مؤرشف من الأصل في 2019-02-26. في غيرمرينغ) مغني، وممثل أفلام من الولايات المتحدة.

## روابط خارجية
- غوس باكوس على موقع IMDb (الإنجليزية)
- غوس باكوس على موقع ميوزك برينز (الإنجليزية)
- غوس باكوس على موقع أول موفي (الإنجليزية)
- غوس باكوس على موقع ديسكوغز (الإنجليزية)
- غوس باكوس على موقع ديسكوغز (الإنجليزية)
- غوس باكوس على موقع قاعدة بيانات الفيلم (الإنجليزية)
- غوس باكوس على موقع كينوبويسك (الروسية)